# Horserød Hegn
Horserød Hegn er en skov beliggende i Tikøb Sogn nord for Gurre Sø. Skoven er fredskov. Skoven er mod nordvest forbundet med Risby Vang. I skoven ligger Horserødlejren. Skoven gennemskæres af landevejen mellem Helsinge og Helsingør.
Skoven har et areal på 616,5 ha og rummer større sammenhængende områder med henholdsvis bøg, eg og rødgran. Horserød Hegn har en frodig og varieret skovnatur. Særligt tiltrækkende er skovbræmmen langs med Gurre Sø og med flere udsigter over vandet. Skoven er gennemskåret af stier og skovveje, deriblandt en sti, der følger søkanten og med en rasteplads anlagt til glæde for det natursøgende publikum.
I skoven ligger flere moser: Store Svens Mose, Lille Svens Mose, Torstens Mose, Klauses Mose, Hvidedys Mose, Hermans Mose, Store Tykke Mose, Lille Tykke Mose, Smedemose, Jens Olsens Mose, Huusmands Mose, Skjelmose, Rødebæks mose, Kirkebæks mose, Birkemose, Apperups mose, Korsvejs mose, Hornbæks mose og andre. I en af disse moser er fundet tranebær, tue-kæruld, revling, hedelyng, mose-bølle, tyttebær, blåbær og rosmarinlyng.
Ud mod Gurre Sø findes birkeskov med rød-el, pil, gran og enebær.
To granitsten med tallene 61 og 36 indhugget i siden stammer fra von Langens skovinddeling og udgjorde skelmarkeringer i 1765.
I skoven ligger Rævebakke, Slavebakke, Trodshøj.
I skoven ligger Kong Volmers Vold. 
I skoven ligger flere forhistoriske dysser og gravhøje.
Horserød Hegn indgår i Nationalpark Kongernes Nordsjælland. og  Natura 2000-område nr. 131 Gurre Sø (habitatsområde nr 115). 
Naturpakken 2016 medførte  i 2018 at der blev udpeget  72 hektar urørt løvskov og 25 ha anden biodiversitetsskov i Gurre Vang og Horserød Hegn.